# Haplidoeme schlingeri
Haplidoeme schlingeri är en skalbaggsart som beskrevs av Chemsak och Linsley 1965. Haplidoeme schlingeri ingår i släktet Haplidoeme och familjen långhorningar. Inga underarter finns listade i Catalogue of Life.